# US Alba Audace Roma

Schematisch overzicht van fusies van voetbalclubs die in AS Roma zijn opgegaan

US Alba Audace Roma was een Italiaanse voetbalclub uit de hoofdstad Rome. De club ontstond in 1926 na een fusie tussen Società Sportiva Alba Roma en Audace Roma en bestond slechts één jaar. In 1927 fusioneerde de fusieclub met Fortitudo Pro Roma dat ook nog maar een jaar bestond na een fusie en Roman Football Club om zo het huidige AS Roma te vormen.

## Alba Roma
Alba werd in 1907 opgericht en nam in 1912/13 voor het eerst deel aan het landskampioenschap dat toen voor het eerst openstond voor clubs uit Zuid-Italië. De club moest langs de voorronde passeren en verloor eerst van Juventus Audax Roma, maar was nog niet uitgeschakeld, Alba speelde in de volgende ronde tegen Tebro Roma en won met 2-0 waardoor het zich kwalificeerde voor de groepsfase van de provincie Latium. Na de eerste wedstrijd trok de club zich echter terug uit de competitie, de overige 9 wedstrijden werden als forfait beschouwd door de club.
Het duurde tot 1921/22 vooraleer de club een nieuw optreden maakte op het hoogste niveau, eerst moesten wel twee kwalificatiewedstrijden gespeeld worden, van Tiberis Roma won de club met 17-0 en van Vittoria Roma met 5-0. In de groepsfase werd Alba tweede, maar was daarmee niet geplaatst voor de volgende ronde. Het volgende seizoen was de tweede plaats wel voldoende om zich voor de volgende ronde te plaatsen. Daarin werd de club tweede, achter FC Savoia 1908.
In 1923/24 werd Alba groepswinnaar. In de volgende ronde eindigde Alba opnieuw bovenaan, samen met Audace Taranto en speelde een play-off tegen Taranto en won die met 2-0. In de finale van Zuid-Italië verloor de club uiteindelijk van Savoia.
Alba ging op hetzelfde elan verder en werd opnieuw groepswinnaar in het volgende seizoen en plaatste zich via de volgende ronde opnieuw voor de finale van Zuid-Italië. Na twee overwinningen tegen Anconitana mocht de club het opnemen tegen de winnaar van Noord-Italië, Bologna FC. Zoals bijna elk jaar domineerden de Noord-Italiaanse clubs de competitie en Bologna won met 4-0 en 2-0.
In 1925/26 werd Albo voor de derde keer groepswinnaar in Latium en plaatste zich ook voor de derde keer op rij voor de finale van Zuid-Italië, daarin versloeg Alba FBC Internaples met 6-1 en 1-1. In de nationale finale verloor de club van Juventus met 7-1 en 5-0. Na dit seizoen fuseerde de club met Audace Roma en werd US Alba Audace.

## Alba Audace
In het eerste seizoen van de fusieclub werd de competitie hervormd, niet meer het onderscheid tussen noord en zuid maar twee groepen van 10. Acht teams kwamen uit het noorden en alle acht eindigden ze boven Alba Audace, enkel AC Napoli eindigde onder de club. Alba Audace zou degraderen, net als Fortitudo Roma dat laatste werd in groep B, maar beide clubs fuseerden met Roman FC dat naar de hoogste klasse promoveerde en zo kwam AS Roma tot stand.

## Stamboom AS Roma
|              |              |              |              |                     |                     |                     |                     |                        |                        |                        |                        |                        |                        | AS Roma 1927   |                |                |                |                |                |                |                |  |  |                         |                         |                         |                         |                         |                         |                  |                  |                    |                    |                    |                    |                    |                    |                      |                      |                      |                      |                      |                      |  |  |  |  |  |  |  |  |  |  |  |  |  |  |  |  |  |  |  |  |  |  |  |  |  |  |
|              |              |              |              |                     |                     |                     |                     |                        |                        |                        |                        |                        |                        |                |                |                |                |                |                |                |                |  |  |                         |                         |                         |                         |                         |                         |                  |                  |                    |                    |                    |                    |                    |                    |                      |                      |                      |                      |                      |                      |  |  |  |  |  |  |  |  |  |  |  |  |  |  |  |  |  |  |  |  |  |  |  |  |  |  |
|              |              |              |              |                     |                     |                     |                     |                        |                        |                        |                        |                        |                        |                |                |                |                |                |                |                |                |  |  |                         |                         |                         |                         |                         |                         |                  |                  |                    |                    |                    |                    |                    |                    |                      |                      |                      |                      |                      |                      |  |  |  |  |  |  |  |  |  |  |  |  |  |  |  |  |  |  |  |  |  |  |  |  |  |  |
|              |              |              |              | US Alba Audace 1926 | US Alba Audace 1926 | US Alba Audace 1926 | US Alba Audace 1926 | US Alba Audace 1926    | US Alba Audace 1926    |                        |                        |                        |                        | Roman FC 1901  | Roman FC 1901  | Roman FC 1901  | Roman FC 1901  | Roman FC 1901  | Roman FC 1901  |                |                |  |  | Fortitudo Pro Roma 1926 | Fortitudo Pro Roma 1926 | Fortitudo Pro Roma 1926 | Fortitudo Pro Roma 1926 | Fortitudo Pro Roma 1926 | Fortitudo Pro Roma 1926 |                  |                  |                    |                    |                    |                    |                    |                    |                      |                      |                      |                      |                      |                      |  |  |  |  |  |  |  |  |  |  |  |  |  |  |  |  |  |  |  |  |  |  |  |  |  |  |
|              |              |              |              | US Alba Audace 1926 | US Alba Audace 1926 | US Alba Audace 1926 | US Alba Audace 1926 | US Alba Audace 1926    | US Alba Audace 1926    |                        |                        |                        |                        | Roman FC 1901  | Roman FC 1901  | Roman FC 1901  | Roman FC 1901  | Roman FC 1901  | Roman FC 1901  |                |                |  |  | Fortitudo Pro Roma 1926 | Fortitudo Pro Roma 1926 | Fortitudo Pro Roma 1926 | Fortitudo Pro Roma 1926 | Fortitudo Pro Roma 1926 | Fortitudo Pro Roma 1926 |                  |                  |                    |                    |                    |                    |                    |                    |                      |                      |                      |                      |                      |                      |  |  |  |  |  |  |  |  |  |  |  |  |  |  |  |  |  |  |  |  |  |  |  |  |  |  |
|              |              |              |              |                     |                     |                     |                     |                        |                        |                        |                        |                        |                        |                |                |                |                |                |                |                |                |  |  |                         |                         |                         |                         |                         |                         |                  |                  |                    |                    |                    |                    |                    |                    |                      |                      |                      |                      |                      |                      |  |  |  |  |  |  |  |  |  |  |  |  |  |  |  |  |  |  |  |  |  |  |  |  |  |  |
| SS Alba 1907 | SS Alba 1907 | SS Alba 1907 | SS Alba 1907 | SS Alba 1907        | SS Alba 1907        |                     |                     | FC Esperia-Audace 1912 | FC Esperia-Audace 1912 | FC Esperia-Audace 1912 | FC Esperia-Audace 1912 | FC Esperia-Audace 1912 | FC Esperia-Audace 1912 |                |                | FC Aiglon 1905 | FC Aiglon 1905 | FC Aiglon 1905 | FC Aiglon 1905 | FC Aiglon 1905 | FC Aiglon 1905 |  |  | SGS Fortitudo 1908      | SGS Fortitudo 1908      | SGS Fortitudo 1908      | SGS Fortitudo 1908      | SGS Fortitudo 1908      | SGS Fortitudo 1908      |                  |                  | US Pro Patria 1924 | US Pro Patria 1924 | US Pro Patria 1924 | US Pro Patria 1924 | US Pro Patria 1924 | US Pro Patria 1924 |                      |                      |                      |                      |                      |                      |  |  |  |  |  |  |  |  |  |  |  |  |  |  |  |  |  |  |  |  |  |  |  |  |  |  |
| SS Alba 1907 | SS Alba 1907 | SS Alba 1907 | SS Alba 1907 | SS Alba 1907        | SS Alba 1907        |                     |                     | FC Esperia-Audace 1912 | FC Esperia-Audace 1912 | FC Esperia-Audace 1912 | FC Esperia-Audace 1912 | FC Esperia-Audace 1912 | FC Esperia-Audace 1912 |                |                | FC Aiglon 1905 | FC Aiglon 1905 | FC Aiglon 1905 | FC Aiglon 1905 | FC Aiglon 1905 | FC Aiglon 1905 |  |  | SGS Fortitudo 1908      | SGS Fortitudo 1908      | SGS Fortitudo 1908      | SGS Fortitudo 1908      | SGS Fortitudo 1908      | SGS Fortitudo 1908      |                  |                  | US Pro Patria 1924 | US Pro Patria 1924 | US Pro Patria 1924 | US Pro Patria 1924 | US Pro Patria 1924 | US Pro Patria 1924 |                      |                      |                      |                      |                      |                      |  |  |  |  |  |  |  |  |  |  |  |  |  |  |  |  |  |  |  |  |  |  |  |  |  |  |
|              |              |              |              |                     |                     |                     |                     |                        |                        |                        |                        |                        |                        |                |                |                |                |                |                |                |                |  |  |                         |                         |                         |                         |                         |                         |                  |                  |                    |                    |                    |                    |                    |                    |                      |                      |                      |                      |                      |                      |  |  |  |  |  |  |  |  |  |  |  |  |  |  |  |  |  |  |  |  |  |  |  |  |  |  |
|              |              |              |              | FC Esperia 1911     | FC Esperia 1911     | FC Esperia 1911     | FC Esperia 1911     | FC Esperia 1911        | FC Esperia 1911        |                        |                        | Audace CS 1901         | Audace CS 1901         | Audace CS 1901 | Audace CS 1901 | Audace CS 1901 | Audace CS 1901 |                |                |                |                |  |  |                         |                         |                         |                         | SS Pro Roma 1911        | SS Pro Roma 1911        | SS Pro Roma 1911 | SS Pro Roma 1911 | SS Pro Roma 1911   | SS Pro Roma 1911   |                    |                    |                    |                    | US Romana 1916       | US Romana 1916       | US Romana 1916       | US Romana 1916       | US Romana 1916       | US Romana 1916       |  |  |  |  |  |  |  |  |  |  |  |  |  |  |  |  |  |  |  |  |  |  |  |  |  |  |
|              |              |              |              | FC Esperia 1911     | FC Esperia 1911     | FC Esperia 1911     | FC Esperia 1911     | FC Esperia 1911        | FC Esperia 1911        |                        |                        | Audace CS 1901         | Audace CS 1901         | Audace CS 1901 | Audace CS 1901 | Audace CS 1901 | Audace CS 1901 |                |                |                |                |  |  |                         |                         |                         |                         | SS Pro Roma 1911        | SS Pro Roma 1911        | SS Pro Roma 1911 | SS Pro Roma 1911 | SS Pro Roma 1911   | SS Pro Roma 1911   |                    |                    |                    |                    | US Romana 1916       | US Romana 1916       | US Romana 1916       | US Romana 1916       | US Romana 1916       | US Romana 1916       |  |  |  |  |  |  |  |  |  |  |  |  |  |  |  |  |  |  |  |  |  |  |  |  |  |  |
|              |              |              |              |                     |                     |                     |                     |                        |                        |                        |                        |                        |                        |                |                |                |                |                |                |                |                |  |  |                         |                         |                         |                         | CS Ardor 1908           | CS Ardor 1908           | CS Ardor 1908    | CS Ardor 1908    | CS Ardor 1908      | CS Ardor 1908      |                    |                    |                    |                    | Ginnastica Roma 1899 | Ginnastica Roma 1899 | Ginnastica Roma 1899 | Ginnastica Roma 1899 | Ginnastica Roma 1899 | Ginnastica Roma 1899 |  |  |  |  |  |  |  |  |  |  |  |  |  |  |  |  |  |  |  |  |  |  |  |  |  |  |